# Стройновский, Иероним
Иеро́ним Стройно́вский герба Стремя (Иероним Бенедикт Стршемень-Стройновский, пол. Hieronim Stroynowski, Hieronim Strojnowski, лит. Jeronimas Stroinovskis; 20 сентября 1752, село Ходачков Кременецкого повета на Волыни — 5 августа 1815 под Вильной) — польский правовед, экономист, государственный и религиозный деятель; ректор Главной Виленской школы и первый ректор Императорского Виленского университета; брат экономиста Валериана Стройновского.

## Биография
Обучался у пиаров и сам состоял в ордене (1776—1788). С 1776 года преподавал в варшавской привилегированной коллегии Collegium Nobilium сначала геометрию и математику, логику, метафизику, затем также естественное право и политическую экономию. Первым или одним из первых начал преподавание на польском языке.
Принимал участие в деятельности Эдукационной комиссии, реформировавшей систему образования в Речи Посполитой. В 1780 году получил назначение профессора естественного права в Главной виленской школе. Однако, прежде чем начать работу в Вильне, был на два года отправлен в Краков как опекун литовской молодёжи, проходящих подготовку в Семинарии кандидатов (1781—1783). В Кракове Стройновский усовершенствовался в науках и получил учёные степени доктора теологии и доктора права светского и канонического.
Состояние здоровья вынудило его выехать на лечение в Италию. Он побывал, в частности, во Флоренции, Неаполе и Риме (1787—1788). Принимал деятельное участие в разработке Конституции 3 мая (1790—1793) и нового кодекса гражданского и уголовного права (Кодекс Станислава Августа; 1791). Речь Стройновского пол. «Mowa o Konstytucji Rządu Ustanowioney dnia trzeciego i piątego Maja Roku 1791» принесла ему широкую известность. По распоряжению Станислава Августа была немедленно напечатана.
В 1799 году сменил Мартина Почобута-Одляницкого в должности ректора. Ему удалось отстоять Главную школу от притязаний иезуитов, потребовавших возвращения им бывшей иезуитской Академии и подведомственных Главной школе учебных заведений.

Стройновский немедленно обратился прямо к императору Павлу, отстаивая утверждённый им же статут главной школы. Он действовал так энергично и с такою силою неопровержимых доказательств, что император вполне с ним согласился, и иезуитам пришлось отказаться от своих надежд — завладеть снова литовскими областями.

В 1802 году в Санкт-Петербурге участвовал в разработке положений реформы системы просвещения в России. Весной 1803 года с преобразованием Главной виленской школы в императорский Виленский университет стал его первым ректором. Университет состоял из физико-математического факультета с девятью кафедрами и двенадцатью профессорами, медицинского факультета с кафедрами анатомии, патологии, медицинских наук, клиники, хирургии, повивального искусства и с семью профессорами, нравственно-политического и богословского с девятью профессорами, литературного с пятью профессорами и с отдельным преподаванием изящных искусств. Для замещения кафедр Стройновский привлекал заграничных учёных.
По выходе из университета (1808) посвящён в епископы-коадъюторы Луцка, затем был епископом виленским (1814—1815).
Состоял членом Флорентийской Академии наук (1787) и академии Аркадия в Риме (1788), научных обществ России и Польши, был также членом масонской ложи «Усердный литвин» (фр. «Lithuaniens Zélés», пол. «Gorliwy Litwin»). Был награждён польским орденом Святого Станислава (1794) и российским орденом Святой Анны первой степени (1806).
Скоропостижно умер 5 августа 1815 года в фольварке под Вильной (пол. Czarci Kąt, лит. Elnokumpiai). Был похоронен, в соответствии с завещанием, в семейной усыпальнице Стройновских в Горохове, имении брата Валериана Стройновского.
HIERONYMO COMITI STRZIEMEN STROYNOWSKI

EPISCOPO VILNENSI ORD. S. ANNAE ET

S. STANISLAI I CL EQUITI SCHOLARUM PER

LITHVANIAM MODERATORI ANTECESSORI

ET ACADEMIAE VILNENSIS RECTORI E VIVIS

EREPTOTO. A. MDCCCXV D. V. AUGUSTI. AETATIS LXII

VIRO GENERIS NOBILITATE MORUM

INTEGRITATE COMITATE ELOQUIO AC 

DOCTRINA PERSPECTO LIITTERARUM 

INCREMENTIS NATO EARUMQUE AMORE

NULLI SECUNDO DE ACADEMIA VERO DUM

ALEXANDRI PRIMI

MUNIFICENTIA EADAM INSTAURARETOR ET AUGERETUT

IMMORTALITER MERITO COLLEGAE CIVISQUE

TANTAE VIRTUTIS MEMORES AERE COLLATION

CENOTAPHIUM HOCCE POSUERE A. MDCCCXXVIII

## Эпитафия

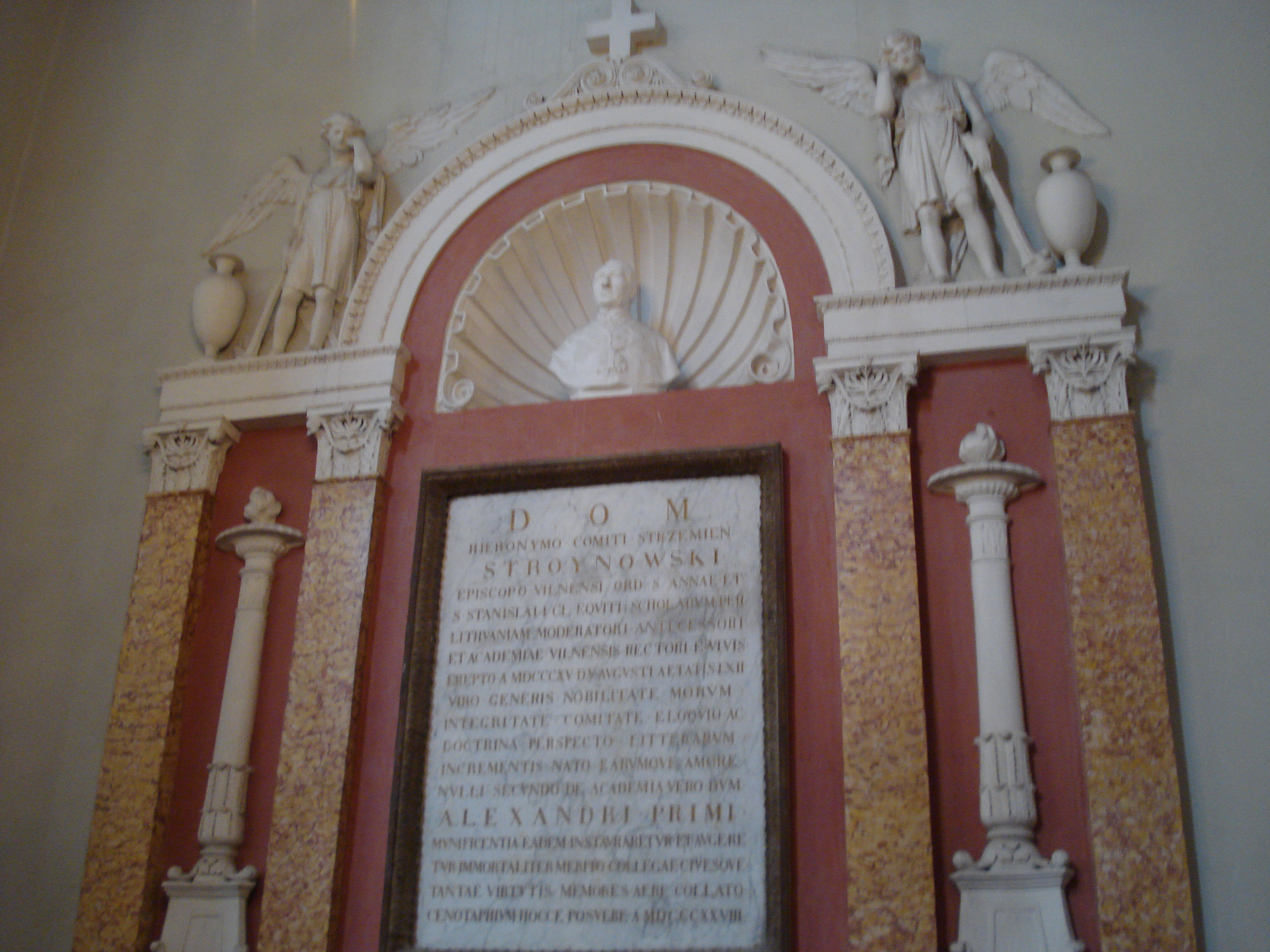
Эпитафия учёному и епископу

В университетском костёле Святого Иоанна в Вильне в 1828 году был установлен памятник Стройновскому. Он был сооружён у стены левого (северного) нефа храма на средства, собранные преподавателями университета и горожанами (621 рубль 86 копеек).
Памятник, сооружённый по проекту архитектора Кароля Подчашинского, образуют эпитафия на латыни на белой мраморной плите и бюст работы скульптора Казимира Ельского.
Эпитафию обрамляют две пары пилястр, соединённых овальным полусводом. Два высоких светильника между пилястрами символизируют высокий ранг епископа и ректора. На пилястрах стоят две фигуры скорбящих ангелов с опущенными, то есть погасшими факелами жизни в руках. Рядом с ними стоят слёзницы (лат. lacrimatoria). К основанию памятника прикреплена металлическая плита с гербом Стройновских «Стшемень» (пол. Strzemię), средства на которую пожертвовал граф Адам Хрептович.

## Научная деятельность
Сторонник взглядов физиократов. Автор трактата пол. «Nauka prawa przyrodzonego, politycznego, ekonomiki politycznej i prawa narodów» (1785), неоднократно переиздававшегося в Варшаве и Вильне. Он был напечатан и на русском языке в переводе В. Г. Анастасевича под заглавием «Наука права природнаго, политическаго, государственнаго хозяйства и права народов. Классическое сочинение Г. Виленскаго Епископа Иеронима Стршемень-Стройновского, коадъютора Епископа Луцкаго, духовной Римско-католической коллегии, Флорентской Академии наук, обществ Петербургскаго Економическаго и Королевскаго Варшавскаго любителей наук Члена, заслуженнаго Профессора и бывшаго Ректора Императорскаго Виленскаго Университета и проч.» (Санкт-Петербург, 1809). Этот труд использовался как учебное пособие в средних и высших учебных заведениях Белоруссии, Литвы, России, Украины.